# 파클리탁셀
파클리탁셀(영어: paclitaxel, PTX)은 탁솔(영어: Taxol) 등의 상품명으로 판매되는 약물로, 난소암, 식도암, 유방암, 폐암, 카포시 육종, 자궁경부암, 췌장암 치료를 위한 항암요법에 사용된다. 알부민 결합 제제인 단백질 결합 파클리탁셀도 존재한다.
흔한 부작용에는 탈모, 골수억제, 감각저하, 알레르기 반응, 근육통, 설사가 있다. 다른 부작용에는 심장 질환, 감염 위험 증가, 폐렴 등이 있다. 임신 중 사용 시 아기의 선천성 장애를 유발할 수 있다는 우려가 있다. 파클리탁셀은 탁산에 속한다. 세포 분열 중 미세소관의 정상적인 기능을 방해하여 작용한다.
1971년, 태평양주목(Taxus brevifolia)에서 처음으로 파클리탁셀이 분리되었으며 1993년에 의학적 사용이 승인되었다. WHO 필수 의약품 목록에 올라 있다. 전구 물질을 이용하여 제조하며, 최근에는 세포 배양도 이용하고 있다.

## 의학적 사용
영국에서는 난소암, 폐암, 방광암, 전립선암, 흑색종, 식도암, 그 외의 카포시 육종과 같은 다른 고형 종양을 치료하는 데에 승인이 나 있다.
영국 국립보건임상연구원 (NICE)에서는 다른 치료가 적합하지 못한 비소세포폐암 (NSCLC)의 치료나, 난소암의 일차 또는 이차 치료제로 쓰일 수 있다고 2001년 6월 권고하였다. 2001년 9월, NICE는 진행성 유방암 환자에서 안트라사이클린계 약물을 이용한 항암요법이 실패한 뒤 파클리탁셀을 치료에 사용할 수 있다고 권고하였으나, 일차 치료제로서의 사용은 임상시험에만 제한시켰다. 2006년 9월, NICE에서는 초기 림프절 전이가 있는 유방암의 보조화학요법에서는 파클리탁셀을 사용해서는 안된다고 권고했다.
2018년에는 미국에서 유방암, 췌장암, 난소암, 카포시 육종, 비소세포폐암에 대한 사용이 승인되었다.

### 재협착
파클리탁셀은 관상동맥과 말초동맥의 스텐트가 재협착되는 것을 예방하기 위한 항증식제로 사용된다. 이때 파클리탁셀은 동맥의 벽에 국소적으로 전달되어 코팅되며, 스텐트 안에 신생혈관내막이 성장하지 못하도록 막는다.

## 부작용
흔한 부작용에는 구역질, 구토, 식욕부진, 미각이상, 머리카락이 얇아지거나 약해지는 증상, 2~3일 정도 지속되는 팔다리의 관절통, 손톱 색깔의 변화, 손가락과 발가락의 감각저하가 있다. 더 심각하지만 비교적 드문 부작용에는 비정상적인 멍과 출혈, 통증, 주사 부위의 발적과 종창, 수족증후군, 2일 이상 지속되는 장의 변화, 발열, 오한, 기침, 인후통, 삼킴장애, 어지럼증, 호흡곤란, 심각한 피로감, 발진, 안면홍조, 난소 손상에 의한 불임, 흉통 등이 있다.  신경병증이 나타날 수도 있다.
몇몇 부작용을 완화하기 위해 파클리탁셀 주사 이전에 덱사메타손을 투여할 수 있다.

## 작용 기전

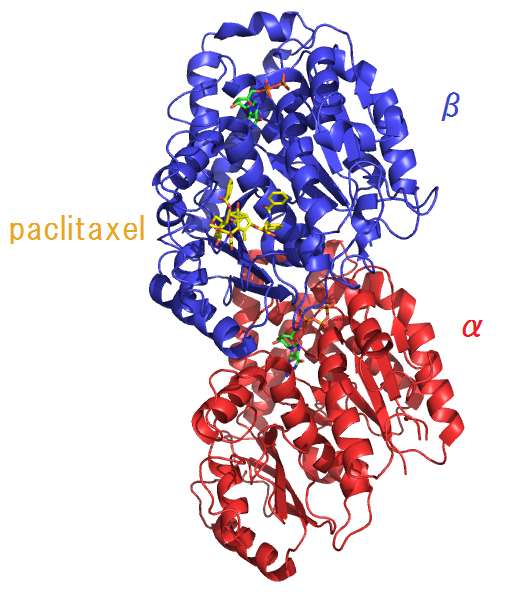
α, β 튜불린 소단위체의 복합체와 파클리탁셀. 파클리탁셀은 노란색 막대로 그려져 있다.

파클리탁셀은 튜불린을 표적으로 하는 여러 세포골격 약물 중 하나이다. 파클리탁셀로 치료된 세포는 유사분열방추의 조립, 염색체 분리, 세포 분열에 결함이 생긴다. 콜히친과 같이 튜불린을 표적으로 하여 미세소관 조립을 억제하는 다른 약물들과 달리, 파클리탁셀은 미세소관 중합체를 안정하게 하여 분해되지 못하도록 한다. 따라서 염색체에서 세포분열 중기의 방추사 형성이 제대로 일어나지 못하게 된다. 이로 인해 유사분열의 진행이 차단되며 유사분열 관문 활성화가 발생하고, 세포자멸사가 촉발되고 세포 분열 없이 세포 주기가 G0기로 돌아간다.
파클리탁셀이 방추사 기능을 억제하는 능력은 미세소관 기능 억제를 통해 발생하는데, 다른 연구들에서는 유사분열을 차단하는 데에 필요한 농도보다 낮은 농도에서 미세소관의 억제가 발생한다고 밝혔다. 보다 높은 치료 농도에서 파클리탁셀은 유사분열에서 정상적으로 활성화되는 과정인, 중심체에서 미세소관이 떨어져 나오는 과정을 억제한다. 파클리탁셀은 미세소관의 베타-튜불린 소단위체에 결합한다.